# Fratelli della Beata Maria Vergine Madre della Misericordia
I Fratelli della Beata Maria Vergine Madre della Misericordia, detti di Tilburg (in latino Congregatio Fratrum B. Mariae V., Matris Misericordiae; in neerlandese Fraters van Onze Lieve Vrouw Moeder van Barmhartigheid) sono un istituto religioso maschile di diritto pontificio.

## Storia

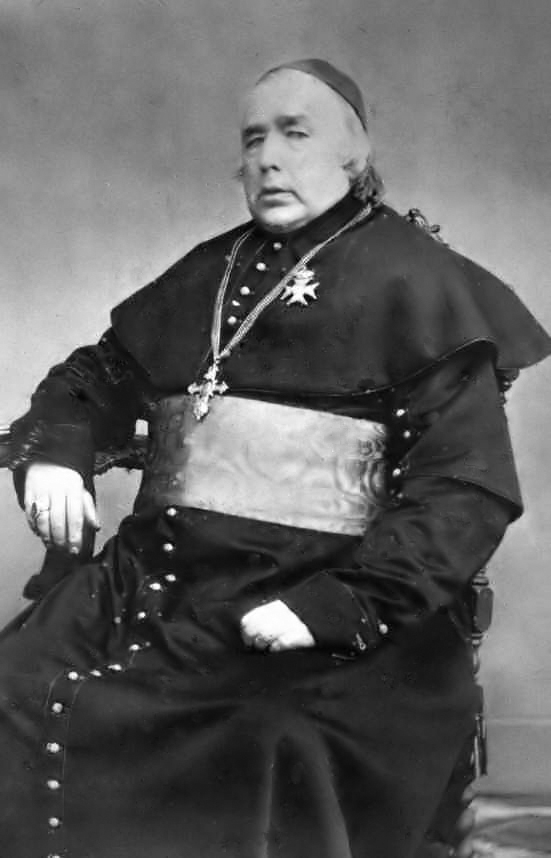
Joannes Zwijsen, fondatore della congregazione

La congregazione venne fondata a Tilburg il 25 agosto 1854 da Joannes Zwijsen (1794-1877), vicario apostolico di 's-Hertogenbosch e poi arcivescovo di Utrecht, per l'educazione cristiana e l'istruzione della gioventù: pur comprendendo inizialmente anche sacerdoti, l'istituto divenne essenzialmente laicale. Nel 1851 i Fratelli di Tilburg aprirono a Maaseik una scuola per ciechi e sordomuti.
Presto i religiosi si aprirono anche all'apostolato in terra di missione, aprendo scuole a Curaçao (1866) e in Guyana Olandese (1902).
L'istituto ricevette il pontificio decreto di lode il 5 settembre 1859 e l'approvazione definitiva della Santa Sede nel 1861; le sue costituzioni vennero approvate definitivamente il 5 settembre 1859.

## Attività e diffusione
I Fratelli di Tilburg si dedicano soprattutto all'istruzione e all'educazione cristiana della gioventù.
Sono presenti in Belgio, nei Paesi Bassi, nelle Americhe (Brasile, Stati Uniti d'America, Suriname), in Africa (Kenya, Namibia, Tanzania) e in Asia (Indonesia, Timor Est); la sede generalizia è a Tilburg (nei Paesi Bassi).
Al 31 dicembre 2005, la congregazione contava 320 religiosi in 40 case.